# Mithridatés I.
Mithridatés I. Ktistes (řecky: Mιθριδάτης Kτίστης) byl zakladatel starověkého Pontského království v Malé Asii (dnes Turecko). Vládl mu v letech 281–266 př. n. l. Narození se předpokládá okolo roku 335 př. n. l. Přízvisko Ktistes znamená "budovatel" či "zakladatel". Byl z perského šlechtického rodu, který vládl městu Kios. Podle Appiána byl potomkem Dareia Velikého. Jeho otec, Mithridates II. z Kia, byl králem tohoto města. Byl popraven diadochem a zakladatelem antigonovské dynastie Antigonem I. Monofthalmem. Antigonovi okolo roku 301 př. n. l. začal jako legitimní uchazeč o moc nad Kiem vadit i syn popraveného krále a počal mu usilovat o život. Ten se o tom však dozvěděl od Antigonova syna a svého přítele Démétria Poliorkéta a uprchl s několika stoupenci do Paflagonie, kde obsadil pevnost zvanou Kimiatené. Připojily se k němu četné ozbrojené skupiny z okolí a Mithridatés postupně rozšiřoval a upevňoval své panství, zejména na východ od Paflagonie, v historické zemi Pontus. Roku 281 př. n. l. se prohlásil králem (basileus), čímž vzniklo Pontské království. Vládl dalších 36 let. K zaznamenaným okolnostem jeho vlády patří spojenectví s městem Hérakleia Pontiké proti diadochovi Seleukovi I. Níkátórovi a spojenectví s Kelty (Galaty), kteří v té době přišli do Malé Asie, a které podpořil v boji s dalším z diadochů a nakonec faraonem Egypta Ptolemaiem I. Sótérem. Jeho nástupcem se stal jeho syn Ariobarzanes. Mithridatés byl pohřben v královském hrobě poblíž hlavního města království, Amasie. Vedle něj byli pohřbíváni všichni králové Pontu až do pádu Sinopé (nového hlavního města) v roce 183 př. n. l. Království existovalo do roku 62, kdy ho pohltila Římská říše.